# مقياس غلفاني

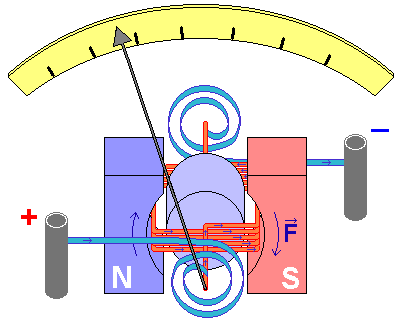
تركيب الجهاز.

المقياس الغلفاني أو المقياس الكلفاني أو الغلفانومتر نوع من مقياس التيار الكهربائي يستخدم لقياس شدات التيار الصغيرة التي تصل إلى 1 نانو أمبير ويتركب الجهاز من مغناطيس على شكل U وملف قابل للدوران ونابض خفيف ومؤشر متصل بالملف المتحرك فعندما يمر التيار ينشأ عزم ازدواج بسبب تأثير المجال المغناطيسي يقوم بأدارة الملف وينشأ بالمقابل عن النابض عزم يقاوم دوران الملف فيتزن الملف ويتوقف عن الدوران عند تساوي هذين العزمين الأول الناتج عن مرور التيار الكهربائي والثاني الناتج عن النابض وعند التساوي تكون ابرة المؤشر مشيرة إلى قراءة التيار
لكن إذا مر تيار كبير فإن عزم الملف يفوق بكثير عزم النابض فيدور الملف دورة كبيرة فيتلف النابض ويتلف الجهاز
وهي أجهزة قياس تيار حساسة تُستخدم لاكتشاف وقياس قيمة واتجاه التيارات الصغيرة والتي تتميز بها بعض التطبيقات الخاصة ولدقة القراءة فإن الانحراف يكون محدوداً.
والمقاييس الغلفانية أنواع عديدة تشمل ذات الملف المتحرك أو ذات المغناطيس المتحرك لكن أغلبية المقاييس الغلفانية المستخدمة حالياً هي ذات المغناطيس الثابت والملف المتحرك والتي غالباً ما تسمى «دي أرسنفال» غلفانومتر.

## المميزات
- انتظام التدريج، حيث {\displaystyle \theta } a {\displaystyle i}.
- عدم تأثرها بالمجالات المغناطيسية الشاردة، حيث (μ) لها كبيرة.
- حساسية كبيرة، حيث عزم الانحراف كبير بسبب شدة المجال المغناطيسي.
- أكثر أجهزة القياس دقة، حيث يمكن تصنيع أجهزة تصل مرتبة دقتها إلى 0.1% ، ويمكن بواسطتها قياس الشحنات والتيارات الكهربائية الضعيفة.
- صغر القدرة المستهلكة في الملفات، تتراوح بين (واط 3 → 0.5).
- عدم الحاجة إلى مضاءلة خارجية حيث تستخدم التيارات الدوامية المتولدة في الإطار المعدني، بما يعطي كفاءة في المضاءلة، وكذلك نتيجة القوة الدافعة الكهربائية العكسية (b.emf) التي تنشأ في الملف أثناء الحركة، حيث يتولد تيار عكسي فيها يتبادل الفعل مع الفيض المغناطيسي الثابت وينتج عزماً في الاتجاه المعاكس للحركة.
- عدم تأثرها بالتغير في درجات الحرارة.
- تعدد أغراض الاستخدام حيث يعمل كأميتر - فولتميتر - أوم ميتر.

## العيوب
- تأثر الثابت والزنبرك بمعامل الزمن، يسبب أخطاء.
- التأثر بالتغير في درجة الحرارة الخارجية (الزنبرك) يسبب أخطاء.
- عدم تحملها للتيارات الزائدة.
- ارتفاع تكاليف التصنيع مقارنةً بالأجهزة الأخرى [3] نظراً للدقة المطلوبة في صناعتها وتجميع أجزاؤها.
- يقتصر استخدامها لنظم التيار المستمر [4] فقط.

## التركيب
يتركب هذا الجهاز من ملف دائري أو مستطيل من السلك الرفيع المعزول جيداً وعدد لفاته كثيرة، ويلف حول إطار من الألمنيوم أو بوبينة معلقة بين قطبين من المغناطيس الثابت، والملف يعلق بواسطة سلك من البرونز الفسفوري والذي يُعتبر كمدخل للكمية الكهربائية إلى الملف، والطرف الآخر للملف سلك حلزوني مرن أسفل الملف، وتعطي مرونة سلك التعليق عزم التحكم المناسب في عكس اتجاه حركة الملف، والأقطاب أسطوانية الشكل، وتوضع اسطوانة من الحديد المطاوع بين الأقطاب وبنفس المحور، ووجه الأقطاب الأسطوانية الشكل مع القلب الحديدي لها المميزات الآتية :
- صغر طول الثغرة الهوائية ولذا يزيد مقدار الفيض المغناطيسي الذي يقطع الملف فتزيد حساسية الجهاز.
- أصبح الفيض يأخذ شكل أنصاف أقطار بين القطبين والقلب الحديدي وفي هذه الحالة فإن انحراف الملف يتناسب طردياً مع قيمة التيار المار به[6]، ونحصل بذلك على تدريج منتظم.

وعندما يمر التيار في الملف تنشأ قوة انحراف تتناسب طردياً مع كثافة الفيض المغناطيسي فتيار الملف وأبعاده تجعل هذا الملف يدور على محور رأسي، وتضاد قوة الانحراف قوة استرجاع لسلك التعليق وبذلك لا يستمر الملف في الدوران مثل الموتور.
لكنه يدور حتى يتعادل عزم الانحراف مع عزم الاسترجاع لسلك التعليق، وحيث أن عزم الانحراف يتناسب مباشرةً مع تيار الملف، لذا فإن كمية الانحراف للملف تبين قيمة التيار المار بالملف.
ومن هنا فإن كمية الانحراف وكمية التيار المار بالملف يمكن بيانها بواسطة مؤشر متصل بالمجموعة المتحركة، على تدريج معاير، ويضاف رأس ملقوظة حتى يمكن ضبط وضع الملف، وضبط وضع الصفر.
ويتصل بالملف في حالة المقياس الغلفاني الحساس مرآة صغيرة لتبين وضع الملف، ويمكن استعمالها بطريقتين :
- أن نضع تليسكوب وتدريج أمام المقياس الغلفاني، حيث يقرأ الملاحظ التدريج المنعكس بالمرآة.
- الوضع الثاني الأكثر شيوعاً، يتكون من مصباح وجهاز تدريج الذي فيه توجد نقطة مضيئة إلى المرآة وتنعكس على التدريج، وتوضح التدريج على بعد 1m بعيداً عن المرآة، وربما يكون البعد 0.5m أحياناً ليقل حجم الجهاز.

والإطار الألمنيوم الذي يلف عليه الملف هو الذي يعطي عزم الخمد للجهاز، فعندما يتحرك الإطار في المجال المغناطيسي يمر تيار في الإطار المغلق، هذا التيار المتولد في الإطار يعاكس الحركة الذي أنشأته، ولذا فإنه يوقف المجموعة المتحركة فوراً كما يمكن الحصول على الخمد أيضاً وذلك بتوصيل مقاومة منخفضة القيمة عبر أطراف المقياس الغلفاني، وعزم المضاءلة يعتمد على قيمة المقاومة، ولذلك يمكن الحصول على المضاءلة الحرجة وذلك بضبط قيمة المقاومة.
وهذا النوع من المقاييس الغلفانية يتطلب العناية بضبط المستوى Levelling ولذلك يُعلق الملف قائماً في مركز الثغرة الهوائية تماماً بدون احتكاك مع الأقطاب أو الإسطوانة الحديدية، وبعض المقاييس الغلفانية تستخدم محموله ولا تحتاج إلى ضبط المستوى، ولذا يستخدم «تعليق محكم» يتكون من شريط مستقيم مسطح وقمته وقاعه تكون تحت قوة شد مناسبة.
وفي الأجهزة الدقيقة الحديثة، فإن المقياس الغلفاني المعلق ما زال يُستخدم في بعض القياسات المعملية الحساسة عندما تكون رقة الأجهزة مقبولة وقابليتها للحمل غير مطلوبة.

## نظرية المقياس الغلفاني
للجلفانومتر أربع ثوابت تُعرف بالثوابت الداخلية للجلفانومتر، وهم ثابت الإزاحة، إضافة إلى ثلاث ثوابت أُخرى تعيق حركة الملف وهي، ثابت القصور الذاتي، ثابت الخمد، ثابت التحكم

### ثابت الإزاحة (ثابت الملف)
بفرض أن طول الملف هو L متر وعرضه هو W متر، وعدد اللفات N، والتيار المار بالملف (I) أمبير وضع في مجال مغناطيسي كثافة فيضه المغناطيسي B، فإن عزم الازدواج :
{\displaystyle C_{d}=N.B.I.l.W.cos\theta }
حيث {\displaystyle \theta } الزاوية بين مستوى الملف واتجاه المجال المغناطيسي، وعندما تكون {\displaystyle \theta } صغيرة إذن :
{\displaystyle cos\theta =1}
إذاً عزم الانحراف بوحدة {\displaystyle N.m} (نيوتن.متر)
{\displaystyle C_{d}=N.B.I.l.W}
وإذا كان الملف مستطيل
{\displaystyle A=l.W}
{\displaystyle C_{d}=N.B.A.I=G.I}
{\displaystyle G=NBA}
حيث G يُعرف بثابت الإزاحة  للجلفانومتر ويساوي عزم الانحراف لكل وحدة تيار.
{\displaystyle G=\tau /A}
وإذا كان الملف على شكل حلقة دائرية نصف قطرها r
فإن المساحة A تعطى من العلاقة {\displaystyle A=\pi .r^{2}}

### ثابت القصور الذاتي للجهاز
توجد ثلاثة عزوم تعيق حركة الملف، أحدهما يعتمد على القصور الذاتي للمجموعة المتحركة، وعلى العجلة الزاوية للمجموعة المتحركة، وهذا العزم يُعطى بــ {\displaystyle J{\frac {d^{2}\theta }{dt^{2}}}} حيث J يعرف بثابت القصور الذاتي أو عزم القصور الذاتي للمجموعة المتحركة.

### ثابت الخمد
العزم الثاني الذي يعيق حركة الملف هو بسبب تأثير الخمد لاحتكاك الهواء أو تخلف المرونة في السلك المعلق، يُفترض أنه يتناسب طردياً مع السرعة الزاوية ويُكتب كالآتي : {\displaystyle D{\frac {d\theta }{dt}}} حيث D هو ثابت الخمد.

### ثابت التحكم (الإرجاع)
العزم الثالث الذي يعيق حركة المجموعة المتحركة هو نتيجة مرونة سلك التعليق والتي تتناسب طردياً مع الإزاحة ويمكن كتابتها بالصورة {\displaystyle C\theta } حيث C هو ثابت التحكم (الإرجاع).